# Matt Ryan (acteur)
Pour les articles homonymes, voir Matt Ryan (homonymie) et Ryan.
Matt Ryan, né le 11 avril 1981, est un acteur gallois.

## Biographie
Matthew Darren Evans est né à Swansea, au Pays de Galles de Steve Evans, postier devenu producteur, et de Maria Evans, professeur de danse.
Il a fréquenté la Penyrheol Primary school et la Penyrheol Comprehensive school à Gorseinon avant d'aller au Gorseinon College où il a obtenu son diplôme de BTEC en Arts de la scène. Étant enfant, il apparaît, dans la production de West End production des Misérables, dans le rôle de Gavroche.
Il est diplômé de la Bristol Old Vic en 2003 et rejoint la Royal Shakespeare Company en 2004.

### Carrière
Sa carrière décolle avec l'obtention du rôle d'un des personnages principaux de la série Criminal Minds: Suspect Behavior, série dérivée d’Esprits criminels, où son personnage est introduit dans l'épisode 18 Intime conviction (The Fight) de la saison 5.
En 2014, il tient le rôle principal de John Constantine dans la série télévisée Constantine, adaptée de DC Comics, il reprendra son rôle de Constantine dans l'Arrowverse puis rejoindra l'équipe des légendes dans Legends of Tomorrow. Il participe également au jeu Assassin's Creed IV Black Flag en interprétant le personnage principal Edward Kenway.

## Filmographie
Sauf indication contraire, les informations mentionnées dans cette section peuvent être confirmées par la base de données cinématographiques IMDb,  présente dans la section « Liens externes ».

### Films
- 2002 : Pocket Money (court-métrage) de Craig Osborne : Johnny
- 2004 : Layer Cake de Matthew Vaughn : Un junkie
- 2007 : Instinct primal (vidéofilm) de Robert William Young : Seth Roland
- 2008 : Miss Pettigrew (Miss Pettigrew Lives for a Day) de Bharat Nalluri : Gerry
- 2011 : Hold-up (Flypaper) de Rob Minkoff : Gates
- 2014 : Armistice (Warhouse) de Luke Massey : Edward Sterling
- 2014 : Heart of Lightness de Jan Vardoen : Un étranger
- 2014 : 500 Miles North de Luke Massey : John Hogg
- 2016 : Away de David Blair : Dex
- 2020 : Adverse (en) de Brian Metcalf : Jake

### Films d'animation
- 2015 : John Con Noir (court métrage d'animation) : John Constantine (voix)
- 2017 : Justice League Dark de Jay Oliva : John Constantine (voix)
- 2018 : Constantine: City of Demons - The Movie : John Constantine (voix)
- 2020 : Justice League Dark: Apokolips War de Matt Peters et Christina Sotta : John Constantine (voix)
- 2022 : Constantine: The House of Mystery (court métrage d'animation) : John Constantine (voix)
- 2024 : Justice League: Crisis on Infinite Earths Part 2 de Jeff Wamester : John Constantine (voix)
- 2024 : Justice League: Crisis on Infinite Earths Part 3 de Jeff Wamester : John Constantine (voix)

### Téléfilms
- 2007 : Consenting Adults (en) de Richard Curson Smith : Charlie Bullard
- 2009 : Wild Decembers (en) d'Anthony Byrne : Michael Bugler

### Séries télévisées
- 2001 : Nuts and Bolt : Gilly (Matthew Evans)
- 2004 : Mine All Mine (en) : Tonker (saison 1, épisodes 2 et 3)
- 2007 : Les Tudors (The Tudors) : Richard Pace (saison 1, épisodes 1, 3 et 4)
- 2008 : Torchwood : Dale (saison 2, épisode 4)
- 2008 : Holby Blue (en) : Frankie (saison 2, épisode 7)
- 2009 : Collision (mini-série télévisée) - 5 épisodes : Dave Brown
- 2010 : Esprits criminels (Criminal Minds) : agent spécial Mick Rawson (saison 5, épisode 18)
- 2011 : Criminal Minds: Suspect Behavior : agent spécial Mick Rawson (principal)
- 2013 : Vikings : Un paysan (saison 1, épisode 7)
- 2014 - 2015 : Constantine : John Constantine
- 2015 : Arrow : John Constantine (saison 4, épisode 5)
- 2017 : The Halcyon : Joe O'Hara
- 2017 - 2022 : Legends of Tomorrow : John Constantine (récurrent saison 3, principal saisons 4 à 6) / Gwyn Davies (saison 7)
- 2018 - 2019 : Constantine (websérie d'animation) : John Constantine (voix)
- 2019 : Batwoman : John Constantine (saison 1, épisode 9)
- 2019 : Flash : John Constantine (saison 6, épisode 9)
- 2022 : Harry Wild : Ross Duffy (saison 1, épisode 2)

### Séries d'animation
- 2018 - 2019 : Constantine : City of Demons (Websérie) : John Constantine (voix)
- 2022 : Harley Quinn (série télévisée) : John Constantine (voix) (saison 3, épisode 5)

### Théâtre
- 2008 : Small Change (directeur : Peter Gill) : Gerard
- 2009 : Hamlet (directeur : Michael Grandage) : Horatio
- 2012 : La Paix du dimanche (Look Back In Anger) (directeur : Polly Stenham) : Cliff
- 2012 : La Tempête (Shakespeare) (directeur : Adrian Noble) : Caliban
- 2014 : Henry V (Shakespeare) (directeur : Michael Grandage) : Fluellen
- 2015 : Thérèse Raquin (directeur : Evan Cabnet) : Laurent
- 2017 : Knives in Hens (directeur : Yaël Farber) : Gilbert

### Jeux vidéo
- 2014 : Assassin's Creed IV: Black Flag édité par Ubisoft Montréal : Edward Kenway (voix et capture de mouvement)